# Baron Jessel
Baron Jessel, of Westminster in the County of London, war ein erblicher britischer Adelstitel in der Peerage of the United Kingdom.
Der Titel wurde am 8. Januar 1924 für den Politiker Sir Herbert Jessel, 1. Baronet, geschaffen. Diesem war bereits am 30. Juli 1917 in der Baronetage of the United Kingdom der dortan nachgeordnete Titel Baronet, of Westminster in the County of London, verliehen worden.
Beide Titel erloschen beim Tod seines Sohnes, des 2. Barons, am 13. Juni 1990.

## Liste der Barons Jessel (1924)
- Herbert Merton Jessel, 1. Baron Jessel (1866–1950)
- Edward Herbert Jessel, 2. Baron Jessel (1904–1990)